# Iwona Gibas
Iwona Józefa Gibas z domu Górnik (ur. 21 lutego 1965 w Łazach) – polska samorządowiec, od 2020 członek zarządu województwa małopolskiego VI i VII kadencji.

## Życiorys
Córka Stefana i Elżbiety. Absolwentka Wydziału Zarządzania Akademii Górniczo-Hutniczej w Krakowie. Pracowała w Nadwiślańskiej Agencji Turystycznej, została zastępcą dyrektora hotelu NAT w Ustroniu. Objęła też funkcję przewodniczącej Rady Programowej ds. Rozwoju i Promocji Turystyki w Małopolsce.
Wstąpiła do Prawa i Sprawiedliwości, przez wiele lat kierowała biurem poselskim Beaty Szydło. W 2014 wybrana do rady powiatu oświęcimskiego, pełniła funkcję jej wiceprzewodniczącej. W 2018 i 2024 uzyskiwała mandat radnej sejmiku małopolskiego. W 2019 i 2023 bezskutecznie kandydowała do Sejmu. 3
grudnia 2020 powołana na członka zarządu województwa małopolskiego (w miejsce Edwarda Czesaka), odpowiadając m.in. za rozwój turystyki i dziedzictwo kulturowe. W 2021 weszła w skład rady Narodowego Instytutu Wolności – Centrum Rozwoju Społeczeństwa Obywatelskiego. 4 lipca 2024 znalazła się także w zarządzie województwa kolejnej kadencji. W 2023 została odznaczona Srebrnym Krzyżem Zasługi.